# Somlyóújlak
Somlyóújlak (románul Uileacu Șimleului): falu Romániában Szilágy megyében. Ősi birtokosaik a Csolt nemzetség tagjai voltak.

## Fekvése
Szilágysomlyótól 6 km-re északnyugatra a Kraszna bal partján fekszik, Krasznahídvéghez tartozik, melytől 6 km-re délnyugatra van. 

## Története
1259-ben Wathasomlyuowa néven említik először. Határában keletre a csucsa – nagykárolyi országút mellett feküdt a középkorban Szoros (1448) falu. Református temploma 1257 után épült, különlegessége a templom falában emeletnyi magasságban húzódó folyosó.
A településnek 1910-ben 680, túlnyomórészt magyar lakosa volt. A trianoni békeszerződésig Szilágy vármegye Szilágysomlyói járásához tartozott.

## Külső hivatkozások
- Sulinet
- KFDT

|  |  |